# آب تلخك
آب تلخك (ميانكوه) (بالفارسية: آب‌تلخک) هي قرية تقع في إيران في Miankuh Rural District. يقدر عدد سكانها بـ 218 نسمة بحسب إحصاء 2016.